# 금산 한씨
금산 한씨(錦山 韓氏)는 충청남도 금산군을 본관으로 하는 한국의 성씨이다.

## 역사
금산 한씨(錦山韓氏) 시조(始祖) 한교(韓曒)는 청주 한씨(淸州韓氏)의 시조(始祖) 한란(韓蘭)의 15세손으로 고려시대에 문과(文科에 급제하여 보문각직제학(寶文閣直提學)을 지냈는데 효행(孝行)이 뛰어났다고 한다. 그는 단지주혈(斷指注血)로 병든 어머니를 소생케 했으며 어머니가 죽자 여막(廬幕)에서 3년상을 마쳤다고 한다. 그 뒤 고려 명종(明宗) 때 고향에 효자정문(孝子旌門)과 효자비(孝子碑)가 세워지고 금계군(錦溪君)에 추봉(追封)되었으며 금산(錦山)의 향사(鄕祠)에 제향(祭享)되었다고 한다.  

## 과거 급제자
- 한중계(韓仲季)의 아들 한홍(韓洪)이 1522년(중종(中宗) 17년) 생원시에 합격하였다.[1] 거주지는 개성(開城)이다.
- 선무랑(宣務郞) 한사경(韓思敬)의 아들 한련(韓璉)이 1528년(중종(中宗) 23년) 진사시에 합격하였다.[2] 거주지는 금산(錦山)이다.
- 통정대부(通政大夫) 한세창(韓世昌)의 아들 한대운(韓大雲, 1588년생)이 1637년(인조(仁祖) 15년) 별시(別試) 무과에 급제하였다.[3] 거주지는 수원(水原)이다.

## 인구
- 2015년 금산 한씨 1,122명 + 금계 한씨 1,405명 = 2,527명